# Shopping for a Crew
Shopping for a Crew è il primo album della band statunitense Good Clean Fun, pubblicato con etichetta Phyte Records nel 1999 e ristampato l'anno successivo dalla Deadserious Recordings.
Le canzoni Shopping for a Crew, A Song for the Ladies, Sweet Tooth e The Vegan Revolution Draft Dodger Anthem apparivano originariamente sull'EP d'esordio della band, Shopping for a Crew EP; mentre Positively Positive, Good Clean Fun, My Best Friends, Who Shares Wins e Coll-Edge provengono dal secondo EP, Who Shares Wins. Hang Up and Drive è un inedito, mentre l'ultima traccia, Bully, è una cover (con qualche modifica al testo) dei 7 Seconds.

## Tracce
1. Shopping for a Crew – 2:28
2. Positively Positive – 0:39
3. Good Clean Fun – 2:14
4. My Best Friends – 2:20
5. Who Shares Wins – 2:23
6. Coll-Edge – 2:33
7. A Song for the Ladies – 2:55
8. Hang Up and Drive – 2:07
9. Sweet Tooth – 2:05
10. The Vegan Revolution Draft Dodger Anthem – 1:53
11. Bully (cover dei 7 Seconds) – 1:24

## Formazione
- Issa Diao - voce
- Adam Fischer - voce di fondo
- Carrimus Henton - voce di fondo
- Jon Hennessee - voce di fondo
- Stefan Grudza - voce di fondo
- Steve McPherson - voce di fondo
- Suzanne Van Bilsen - voce di fondo
- Mike Phyte - basso, voce di fondo e artwork
- Andrew Black - batteria su Shopping for a Crew
- Pete McTernan - batteria
- John Delve - chitarra
- Brian Montuori - Artwork